# 陳珮珊
陳珮珊（英語：Jessie Chan Pui-Shan，1969年8月30日—），香港女演員及主持，前香港無綫電視（TVB）女藝人。

## 簡歷
陳珮珊曾就讀聖博德學校與潔心林炳炎中學，畢業於無綫電視藝員訓練班，1988年加入TVB，在80年代末至90年代中期間參與很多無綫電視劇集，多演古裝劇，後期主要擔任主持節目。其丈夫為前藝人蔡濟文。

## 電視劇（無綫電視）
- 城市故事
- 茶煲世家
- 人海驕陽 飾 王清鈴
- 南俠展昭
- 卡拉屋企
- 射鵰英雄傳
- 出位江湖
- 孝感動天
- 情濃大地

- 聊齋 (1996年電視劇)
- 淘氣雙子星
- 西遊記 (無綫電視劇)
- 成功路上
- 新重案傳真
- 羣星會
- 大刺客 (電視劇)
- 刑事偵緝檔案II
- 蜀山奇俠
- 月兒彎彎照九州
- 皇家鐵馬
- 重案傳真
- 92鍾無艷
- 我係黃飛鴻
- 白髮魔女傳 (1995年電視劇) 飾 鐵珊瑚
- 方世玉與乾隆皇
- 少年五虎 飾 譚來美

## 主持節目
- 1992年：永安旅遊話你知：點解韓國咁好玩
- 1993年：大江南北（吃喝玩樂海南島）
- 1995年：聲色犬馬奇趣錄
- 1997年：新春奇趣大全盒
- 城市追擊

## 電影
待整理

## 外部連結
- 陳珮珊的香港影庫 （页面存档备份，存于）